# Rémy Issartel
Rémy Issartel (né le 12 juillet 1974) est un cavalier français de dressage. Son cheval se nomme Hilton de Clotobie.
Il a débuté l'équitation à 6 ans. Il vivait à l'époque dans la Haute-Loire, près du Puy-en-Velay. 

## Saison 2006: Les débuts en Grand Prix
En 2006, pour sa première saison à ce niveau, il remporte six Grands Prix dans des concours nationaux et a participé au concours international de Saumur durant lequel il été 2e meilleur cavalier français. 

## Saison 2007: Première médaille
En 2007, il participe à la  Coupe des Nations au CDIO de Rotterdam
 :
1. Pays-Bas : 74.291 %
2. Allemagne : 70.125 %
3. Grande-Bretagne : 67.041 %
4. Belgique : 64.944 %
5. France : 63.125 %

Le 5 novembre 2007 à Saumur, Rémy Issartel sur Hilton de Clotobie a fini médaille de bronze à sa RLM aux Masters de dressage de Saumur, à l'ENE ,. 
Podium :
1. Julia Chevanne & Calimucho: OR
2. Hubert Perring & Diabolo Saint Maurice: ARGENT
3. Rémy Issartel & Hilton du Clotobie: BRONZE

## Saison 2008
En 2008, Il remporte avec le reste de l'équipe de France la Coupe des Nations au CDIO de Saumur. 